# جان کرگن
جان کرگن (انگلیسی: John Cregan; ۲۹ ژانویهٔ ۱۸۷۸ – ۲۶ دسامبر ۱۹۶۵) دونده اهل ایالات متحده آمریکا بود.